# Enrique Sanz Unzué
Enrique Sanz Unzué (Orkoien, 11 de setembre de 1989) és un ciclista navarrès, professional des del 2011, quan va debutar amb l'equip Movistar Team fins al 2021.
És nebot de Juan Carlos i Eusebio Unzué.

## Palmarès en ruta
- 2007
  -  Campió d'Espanya júnior en ruta
- 2010
  - Vencedor d'una etapa a la Volta a Toledo
- 2011
  - Vencedor d'una etapa a la Volta a la Comunitat de Madrid
- 2018
  - Vencedor d'una etapa a la Volta a Portugal
- 2019
  - Vencedor de 3 etapes a la Volta a l'Alentejo
  - Vencedor d'una etapa a la Volta a Castella i Lleó
  - Vencedor d'una etapa del Trofeu Joaquim Agostinho
- 2020
  - Vencedor d'una etapa a la Belgrad-Banja Luka
- 2021
  - Vencedor d'una etapa a la Volta a l'Alentejo

## Palmarès en pista
- 2017
  -  Campió d'Espanya en Velocitat per equips (amb Sergio Aliaga i Juan Peralta)